# Hucbald
Hucbald de Saint-Amand (latinsky Hucbaldus, Hucbaldus Elnonensis, asi 840 nebo 850 ve Fleurus, Flandry – 20. června 930 v opatství Saint-Amand) byl franský benediktinský mnich, a jeden z prvních západních hudebních teoretiků, skladatel, pedagog, spisovatel, hagiograf. Pod silným vlivem Boëthiovy De Institutione Musica napsal první systematický spis o západní hudební teorii s cílem sjednocení množství notových příkladů hudební teorie starého Řecka a tehdy vznikající praxe gregoriánského chorálu.

## Život
Hucbald (zvaný též Hubaldus) se narodil ve Flandrech (dnešní severní Francii) kolem roku 850. Jeho jméno naznačuje, že by mohl být příbuzný s Karlovci, a tuto teorii také potvrzuje fakt, že byl blízce obeznámen s reáliemi u dvora Karla II. Holého, jemuž věnoval některé básně a vzácné rukopisy.
Studoval v opatství Elnone (pozdější opatství Saint-Amand v diecézi Doornik, pojmenované po svém zakladateli ze 7. století) , kde jeho strýc Milo zastával významnou pozici vedoucího scholy (scholasticus). Hucbald dělal velké pokroky v oblasti vědy kvadrivia, včetně hudební praxe a podle jeho oslavného životopisu z 11. století, měl v raném mládí zkomponovat hymnus k poctě svatého Ondřeje. Skladba prý měla takový úspěch, že strýc ze závisti donutil Hucbalda k opuštění opatství svatého Amanda a vyhledat ochranu u biskupa v Nevers, kde založil vlastní scholu.
Při svém studijním pobytu v St. Germain d’Auxerre byl Hucbald spolužákem pozdějších mistrů Remigia z Auxerre a Erika z Auxerre, snad jako žák dvorního filosofa Jana Scota Eriugeny (Scotus zamenalo Ir).
Roku 872 se vrátil zpět do původního působiště v Saint-Amand, kde se usmířil se svým strýcem a později se stal jeho nástupcem ve funkci vedoucího klášterní scholy. V letech 883 až 900 působil na několika místech jako reformátor hudebních škol, v rámci jejich obnovy a reforem poté, co Normané zničili množství hudebních škol, včetně škol v St Bertinu a Remeši.
V roce 900 se opět vrátil do Saint-Amand, kde setrval až do své smrti 20. června 930.

## Dílo
Jediné teoretické dílo, jež můžeme s jistotou řisoudit Hucbaldovi, je Musica (De harmonica institutione), napsané zřejmě kolem roku 880. V něm popisuje šestitónovou stupnici a osm modů (církevních stupnic). Spis dále obsahuje množství oslavných básní a liturgických písní.
Hucbald také sepsal množství životopisů světců a slavným se stal zejména díky své poněkud neobvyklé básni o lysém muži (Ecloga de calvis), věnovaný mohučskému arcibiskupovi. Báseň je zajímavá tím, že každé slovo ze 146 hexametrů začíná písmenem „C“ (jako první hláska slova calvus). Tento druh poetické hříčky je sepsán ve formě tehdejší makarónské literatury, inspirované Prudentiem.

### Pseudohucbald
Martin Gerbert z Hornavy ve svém rukopise Scriptores de musica zmiňuje také další velmi významné muzikologické práce (Musica enchiriadis, Scholia enchiriadis, De alia musica), u kterých byl Hucbald také dlouho považován za autora. Tyto spisy ovšem byly vydány teprve asi dvě generace po jeho smrti. Autorství je nejasné, jelikož autor je v odborné literatuře nazýván Pseudo-Hucbald (či Pseudohucbald). Tyto rukopisy měly veliký vliv na vývoj pozdně středověké hudby na Západě: v nich jsou poprvé podrobně popsány rané formy vícehlasé hudby (organum a diaphonia). Charakteristické jsou pro ně kvintové paralely a zdvojené oktávy. V De alia musica byl poprvé pospán nový typ notace o 18 různých tónových výškách, kde slabiky zpívaného textu byly uspořádány na vodorovných liniích. Hudebníkům je zde poprvé názorně vysvětleno stoupání a klesání tónové výšky o celý tón nebo půltón. Zde se také poprvé objevuje užití prvních sedmi písmen latinské abecedy k označení tónů (předstupeň solmizace).
Rukopis Musica enchiriadis obsahuje kompletní systém hudební vědy a také instrukce k notaci, u níž však bylo prokázáno, že sice pochází z přibližně z doby života Hucbalda, avšak z jiného místa, musí tedy být dílem jiného neznámého spisovatele, patřícího ke stejnému intelektuálnímu okruhu. Musica enchiriadis je velmi významné dílo, zejména proto, že obsahuje pojednání o novém způsobu notace, dnes zvané dazijská notace a čitelný přepis prvního zápisu západní polyfonní hudby.

## Zajímavosti
V roce 1941 byla po Hucbaldovi pojmenován studentská společnost muzikologického oddělení na Utrechtské univerzitě.